# Сенык, Мирослав Петрович
Миросла́в Петро́вич Се́нык (укр. Мирослав Петрович Сеник, родился 2 ноября 1957 года, с. Каменки, Подволочисский район, Тернопольская область) — украинский политик. С 28 апреля 2006 года по 30 ноября 2010 года — председатель Львовского областного совета.

## Биография
В 1975 году поступил на механико-машиностроительный факультет Львовской политехники. После окончания учёбы проходил службу в рядах Советской армии.
1990—1992 годах — председатель Червоноградского горсовета и исполнительного комитета. В июне 1992 года возглавил региональное отделение Фонда госимущества во Львовской области. С 1995 по 2000 год — председатель Лычаковской райадминистрации Львова. 2000—2001 годах — директор департамента жилищного хозяйства горсовета. 2001—2004 годах — директор предприятия по ремонту и эксплуатации лифтов «Лифт-ЭКО». В 2004—2005 годах — проректор Львовской политехники. С февраля 2005 года — первый заместитель председателя Львовской областной госадминистрации. 28 апреля 2006 избран председателем Львовского облсовета.
В 2007 году был награждён орденом «За заслуги» третьей степени.
Имеет брата и двух сестёр. Женат, имеет сына и дочь.

## Награды
- Орден «За заслуги» III степени (2007)[3]